# Estádio Municipal Aglair Tonelli Nogueira
Estádio Municipal Aglair Tonelli Nogueira – stadion piłkarski w Cacoal, Rondônia, Brazylia. Na którym swoje mecze rozgrywa klub Sociedade Esportiva União Cacoalense.